# Opel Zafira Snowtrekker
De Opel Zafira Snowtrekker was een conceptwagen van het Duitse automerk Opel. De Snowtrekker was een variant op de Zafira A die in 2000 werd voorgesteld aan het publiek tijdens de North American International Auto Show te Detroit.
De 2.2 liter-motor met 150 pk is acht tot twaalf procent zuiniger dan de motor waarop deze is gebaseerd.